# Ridleyandra porphyrantha
Ridleyandra porphyrantha är en tvåhjärtbladig växtart som först beskrevs av A. Weber och R. Kiew, och fick sitt nu gällande namn av A. Weber. Ridleyandra porphyrantha ingår i släktet Ridleyandra och familjen Gesneriaceae. Inga underarter finns listade i Catalogue of Life.